# Ивановская (деревня, городской округ Шатура)
Ивановская — деревня в Шатурском муниципальном районе Московской области. Входит в состав Дмитровского сельского поселения. Население — 21 чел. (2013).

## Расположение
Деревня Ивановская расположена в южной части Шатурского района, расстояние до МКАД порядка 153 км. Высота над уровнем моря 137 м.

## Название
Во всех дошедших до нас исторических документах, где упоминается деревня, зафиксировано наименование Ивановская.
Название происходит от личного имени Иван или фамилии Иванов.

## История
Впервые упоминается в писцовой Владимирской книге В. Кропоткина 1637—1648 гг. Деревня входила в состав Бабинской кромины волости Муромское сельцо Владимирского уезда Замосковного края Московского царства. Деревня принадлежала Михаилу Богдановичу Дирину, Нефедью Григорьевичу Шишкову и Юрию Давыдовичу Дирину.
Последней владелицей деревни перед отменой крепостного права была подпоручица Анастасия Петровна Щепотьева.
После отмены крепостного права деревня вошла в состав Коробовской волости.
В советское время деревня входила в Дмитровский сельсовет.

## Население
| 1868 | 1885 | 1905 | 1926 | 1970 | 1993 |
| ---- | ---- | ---- | ---- | ---- | ---- |
| 56   | ↗70  | ↗94  | ↗102 | ↗105 | ↘27  |
| 2002 | 2006 | 2010 | 2011 | 2013 |      |
| ↘15  | ↘11  | ↗21  | ↘9   | ↗21  |      |

## Галерея

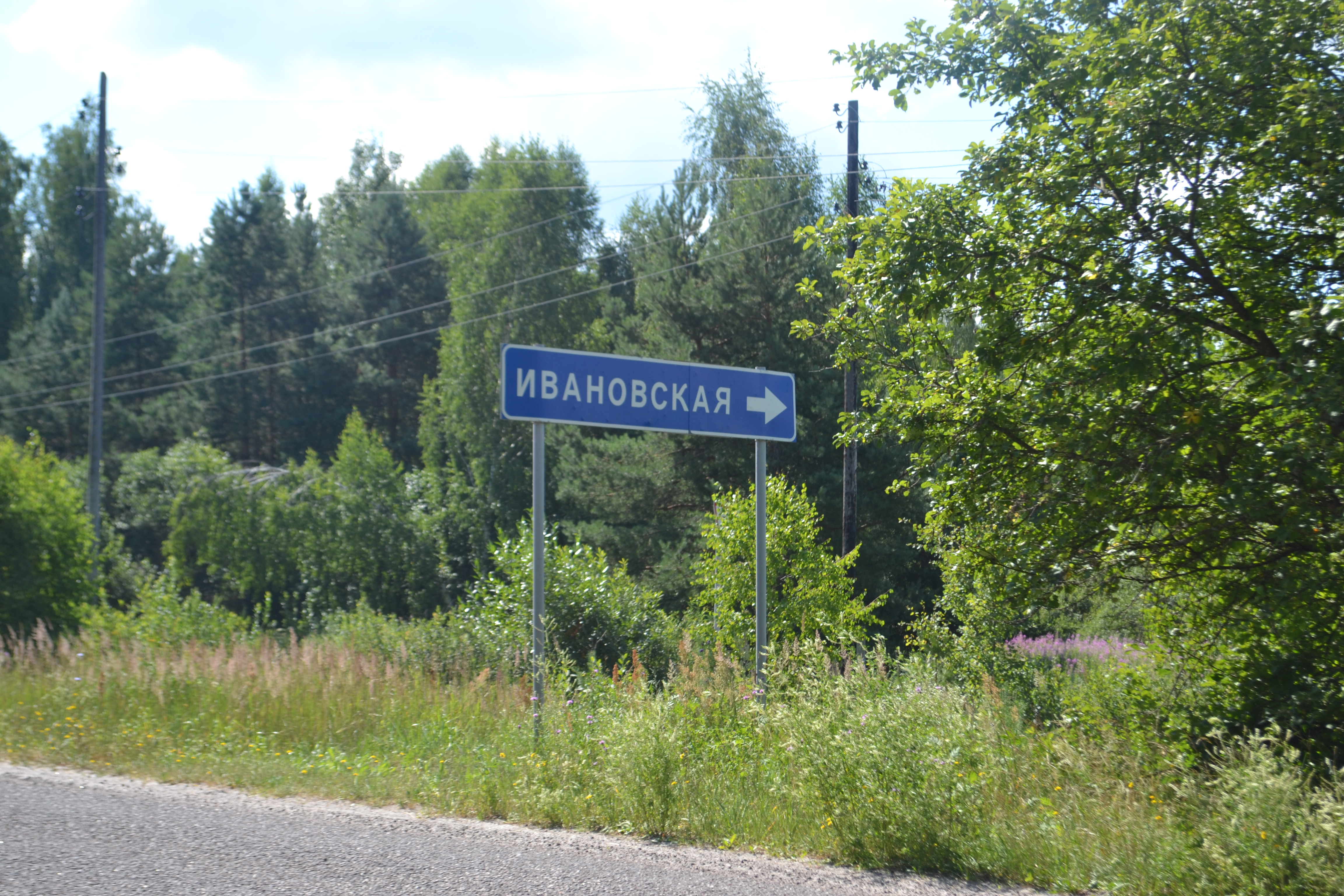
Дорожный указатель на деревню
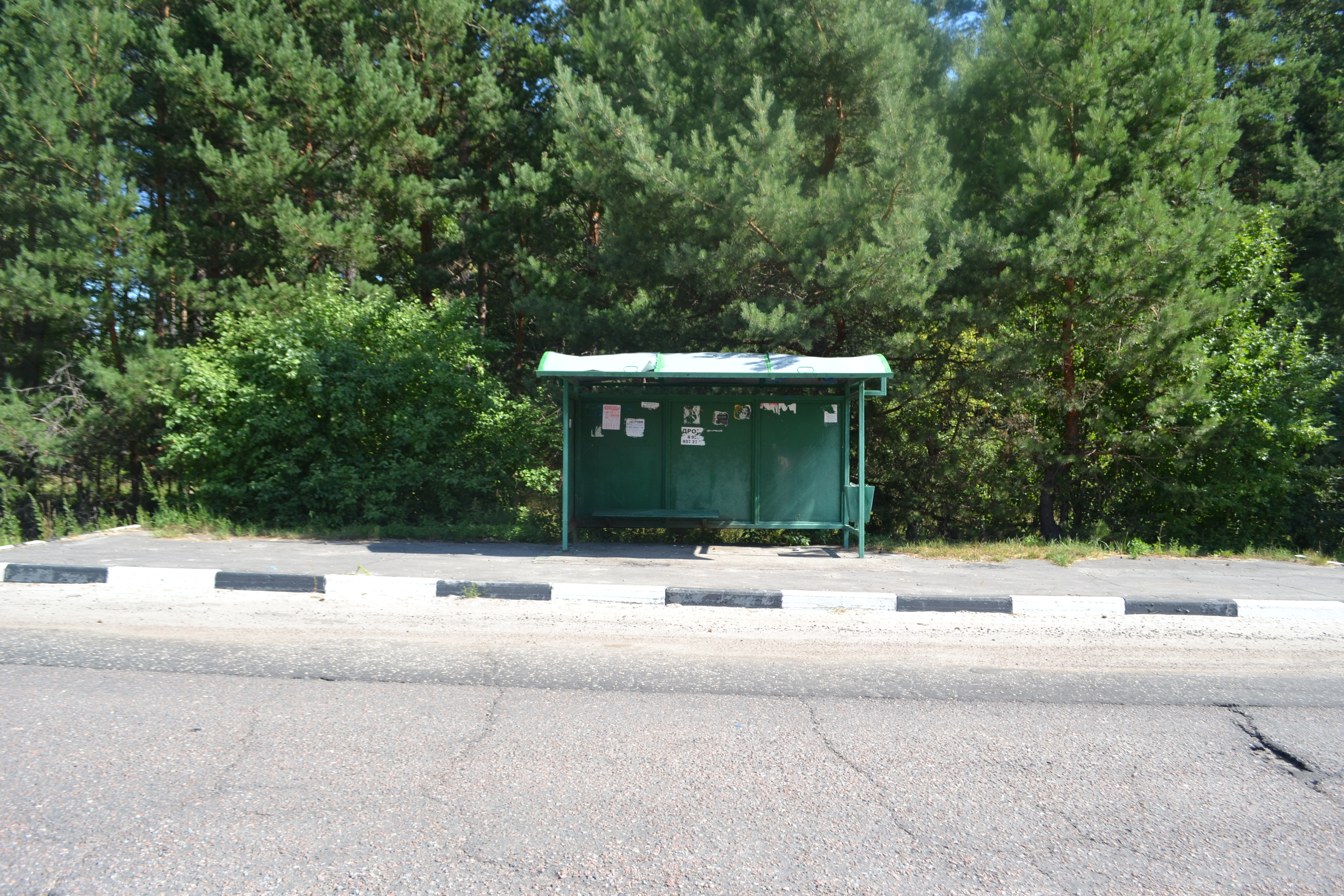
Остановка Ивановская
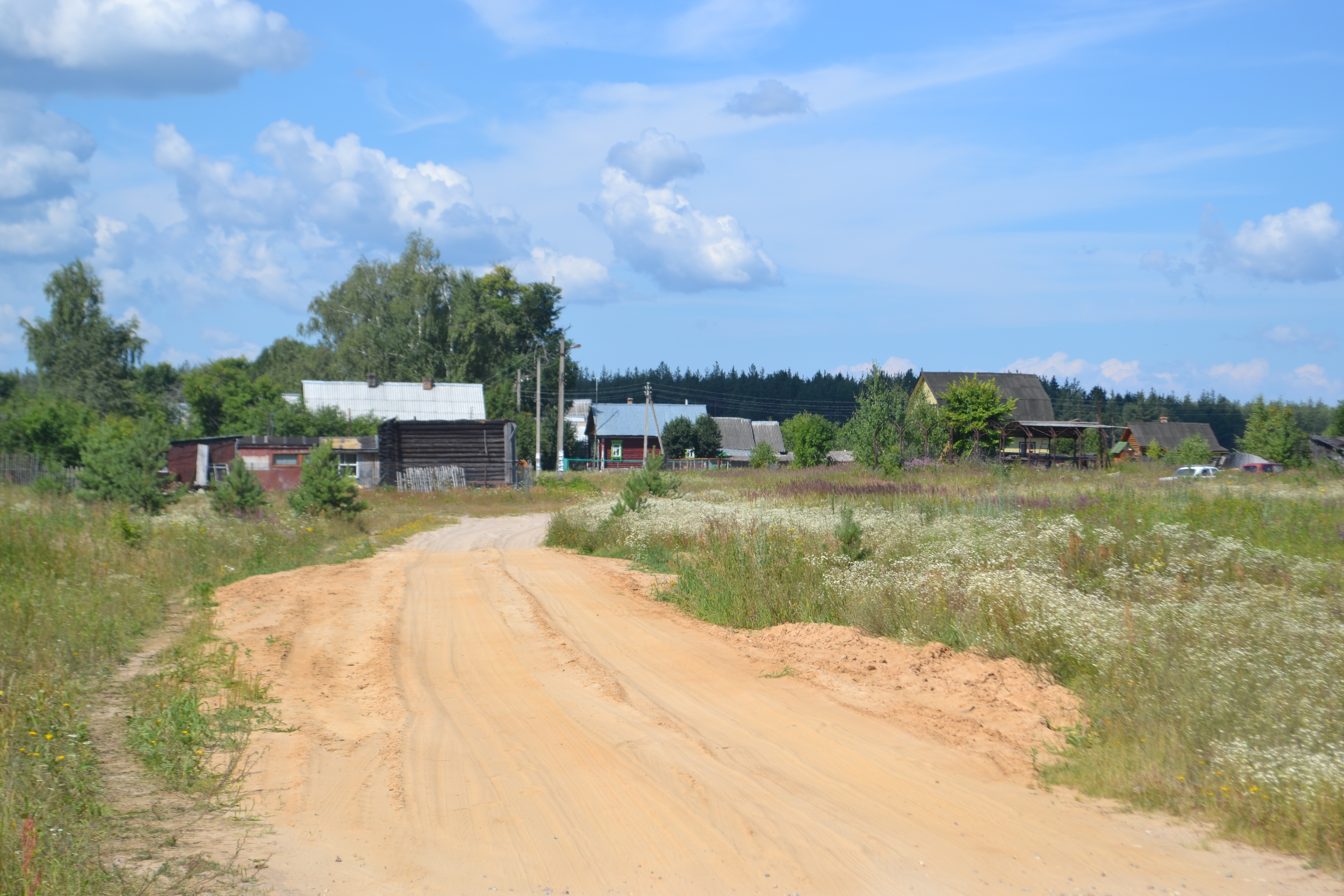
Въезд в деревню
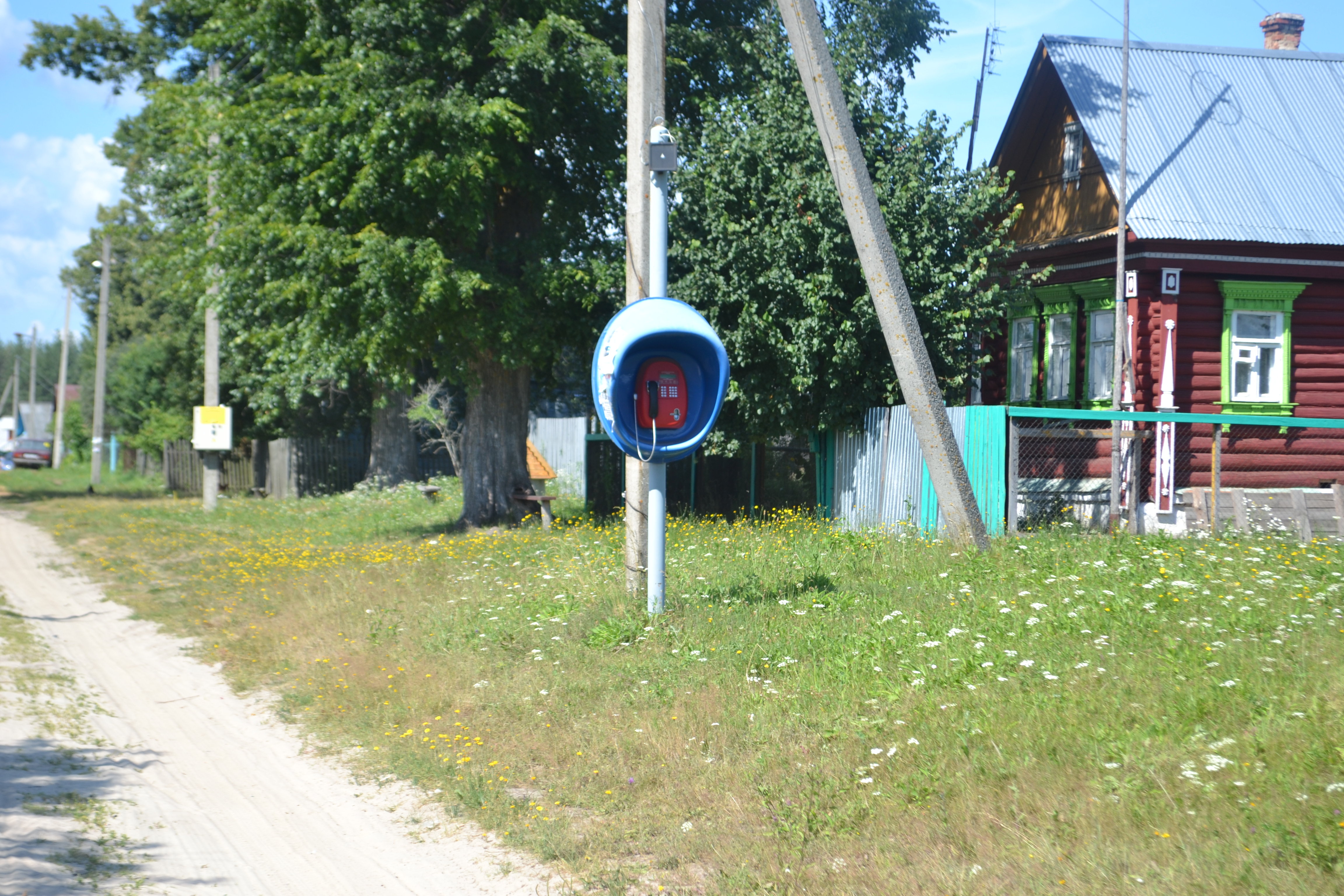
Таксофон в деревне
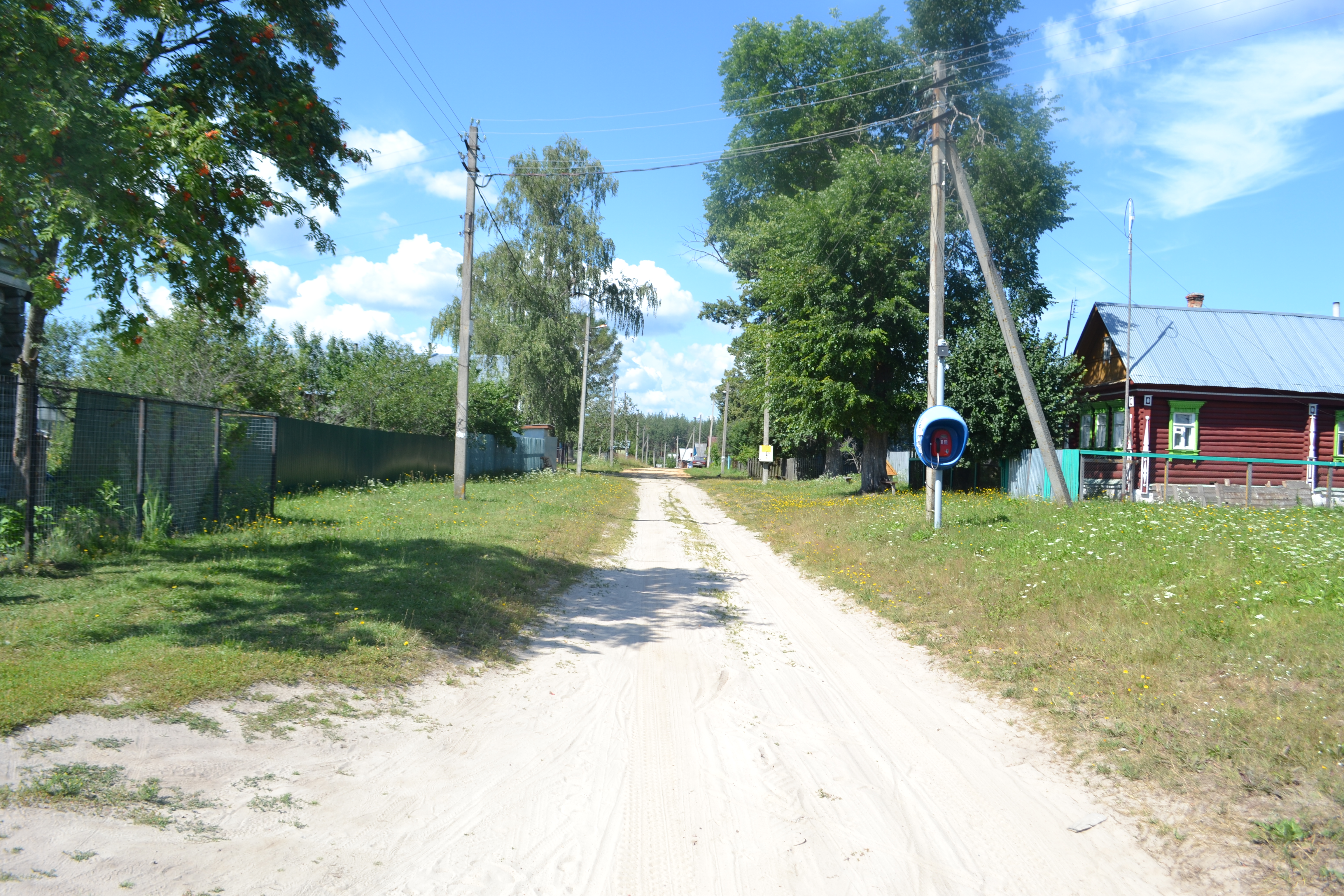
Ивановская
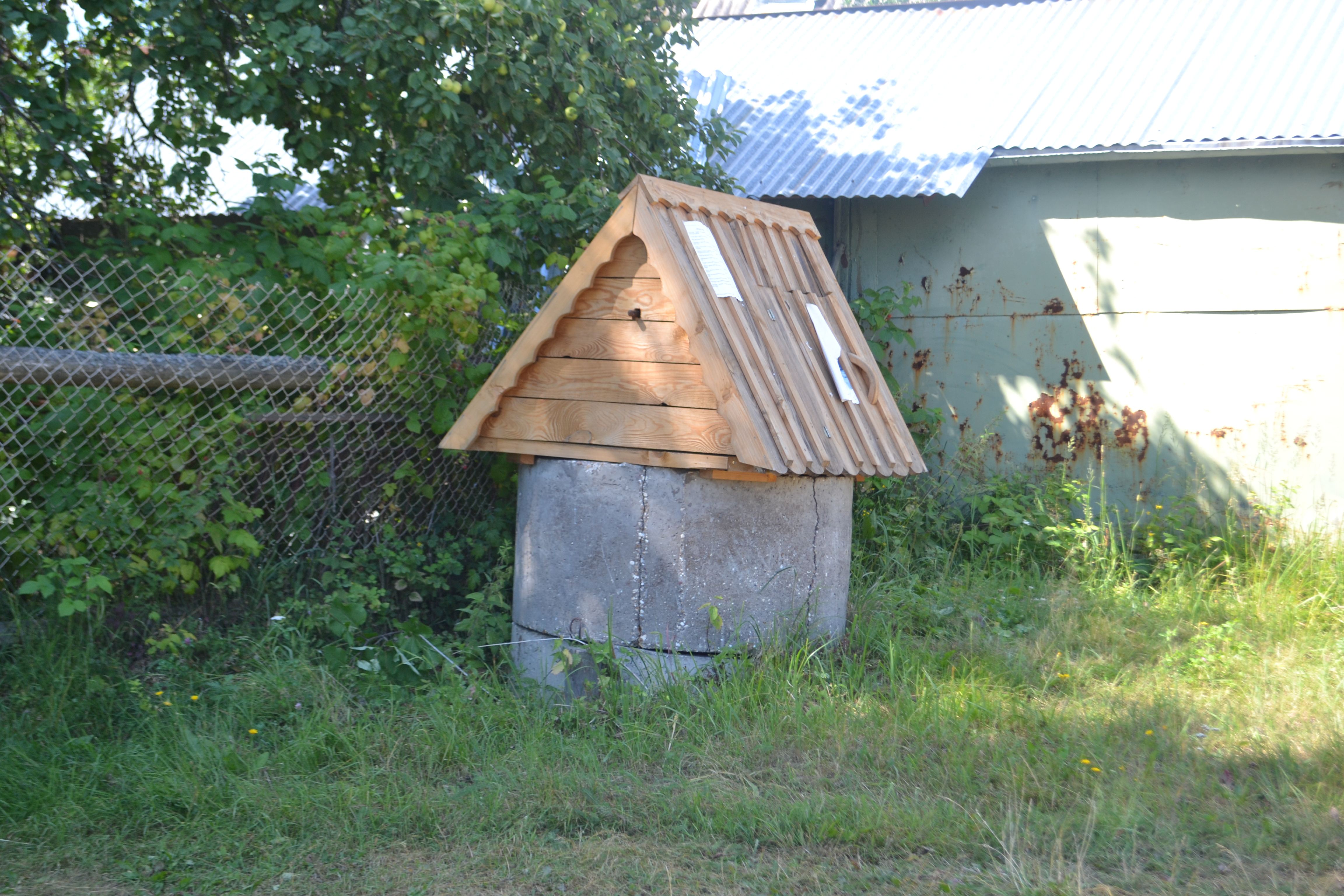
Общественный колодец